# Rossova dependence
Rossova dependence je oblast v Antarktidě daná kruhovou výsečí s vrcholem na jižním pólu a rameny na 160. poledníku východní délky a 150. poledníku západní délky. Ze severu je její hranicí 60. rovnoběžka jižní šířky. Tuto oblast si nárokuje coby svou Nový Zéland, ovšem vzhledem k tomu, že smlouva o Antarktidě jakékoliv podobné nároky neuznává, není ani tento nárok většinou zemí uznáván.

## Popis oblasti

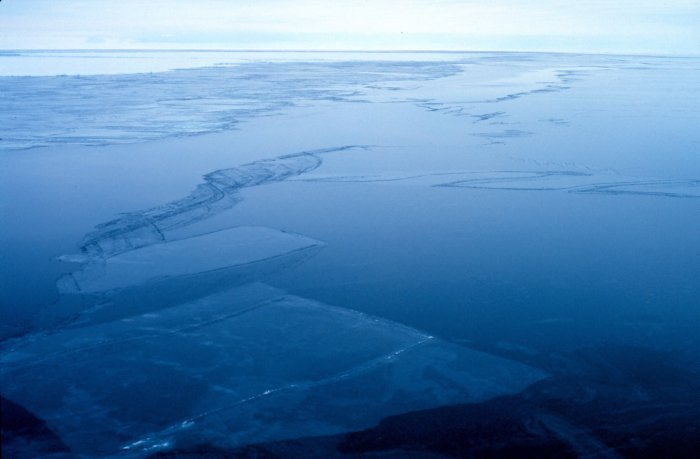
Ledové kry v Rossově moři

Jméno oblasti je odvozeno od Jamese Clarka Rosse, který objevil Rossovo moře. Do oblasti spadá mimo jiné část Viktoriiny země, většina Rossova šelfového ledovce, Rossův ostrov, Scottův ostrov a Rooseveltův ostrov. Plocha území je zhruba 900 000 km2.
Kromě Amundsenovy–Scottovy polární na stanice na jižním pólu jsou na území dependence ještě dvě trvale obydlené polární stanice – americká McMurdova a novozélandská Scottova.

## Další informace
V roce 1903 na celou tuto oblast vyhlásila svůj nárok Velká Británie a podřídila ji Novému Zélandu. Ten ji později prohlásil za své zámořské území.
První poštovní známky s nápisem ROSS DEPENDENCY byly z roku 1957 a zprvu jich bylo vydáváno málo, s mnohaletým odstupem. Námětem i provedením odpovídají novozélandským edicím. Známky mohly být orazítkovány jen v letním období na Scottově základně. Spojení s ní bylo mnoho let velice zřídké.